# La Déboussole
Albums de Catherine Ribeiro + Alpes
Passions
La Déboussole est le dernier album édité sous le nom de Catherine Ribeiro + Alpes en 1980. Il a été réédité en CD sous le label Mantra en 1994. 

## Commentaire
Avec cet opus, la tendance déjà présente dans Passions (titres plus courts, plus accessibles) s'accentue. Si les textes de Catherine Ribeiro n'ont rien perdu de leur profondeur (Ne Pas Partir Ne Pas Mourir), ils peuvent sembler un peu décalés dans une ambiance très funk. C'est pourtant avec cet album que le groupe Alpes obtient (enfin) le grand Prix de l'Académie Charles-Cros.
Le dernier titre est une reprise de Paix actualisée dans des rythmes funky. La partie vocale est plus longue, les déclamations de la chanteuse étant entrecoupées de cris et de vocalises qui peuvent évoquer Janis Joplin.

## Liste des titres
Les textes sont tous écrits par Catherine Ribeiro, la composition musicale est précisée pour chaque titre:

### Face A
1. La Vie en bref – 3:32 (Francis Campello)
2. Voyage au fond de l'amour – 3:00 (René Werneer)
3. La Grande Déglingue – 3:20 (Patrice Moullet)
4. Ne pas partir ne pas mourir – 2:16 (Patrice Moullet)
5. Dis-moi qui tu embrasses – 5:27 (Patrice Lemoine)

### Face B
1. La Nuit des errants – 5:25 (Patrice Moullet)
2. La parole est à la victime – 2:58 (Patrice Moullet)
3. Paix (1980)– 11:59 (Patrice Moullet, Pierre Gasquet, Patrice Lemoine)

## Musiciens
- Catherine Ribeiro : chant
- Francis Campello : basse
- René Werneer : violon
- Patrice Moullet : guitares
- Patrice Lemoine : claviers
- Pierre Gasquet : percussions